# Elecciones municipales de 2019 en Jerez de la Frontera
Las elecciones municipales de 2019 se celebraron en Jerez de la Frontera el domingo 26 de mayo, de acuerdo con el Real Decreto de convocatoria de elecciones locales en España dispuesto el 3 de abril de 2023 y publicado en el Boletín Oficial del Estado el 4 de abril. Se eligieron los 27 concejales del pleno del Ayuntamiento de Jerez de la Frontera, a través de un sistema proporcional (método d'Hondt), con listas cerradas y un umbral electoral del 5 %.